# 福岛康博
福岛康博（日語：福嶋 康博，1947年8月18日—），出生于日本北海道旭川市。福岛创立了日本电子游戏软件巨头艾尼克斯，也是公司后来与艾尼克斯合并后的史克威尔艾尼克斯最大股东。截至2021年，福岛以20亿美元的估计净资产排在《福布斯》杂志“全球富豪榜”的第1580位。
在2009年11月，他获得了日本政府颁发的蓝绶褒章。